# Pseudoefedrin
Pseudoefedrin je vrsta tvari koja se može uporabiti za izradu droga ("prekursor"). Uvršten je u Hrvatskoj na temelju Zakona o suzbijanju zlouporabe droga na Popis tvari koje se mogu uporabiti za izradu droga - Europski klasifikacijski sustav ovisno o mogućnostima zlouporabe, Službeni list Europske unije od 18. veljače 2004. Kemijsko ime po CAS-u je ([S-(R*,R*)]--[1-(methylamino)ethyl]-benzenemethanol), KN oznaka je 2939 42 00, CAS-ov broj je 90-82-4.
Efedrin je optički akitivan. U molekuli postoje 2 kiralna centra, stoga postoje 4 različita stereoizomera - (1R, 2S), (1S, 2R), (1S, 2S) i (1R, 2R). Obično se jedan enantiomerni par ((1R, 2S) i (1S, 2R)) naziva efedrin,  dok se drugi ((1S, 2S) i (1R, 2R))) naziva pseudoefedrin.

### Legenda
- Plavo: Jačina djelovanja stimulansa raste prema gore lijevo.
- Crveno: Jačina djelovanja depresora raste prema dolje desno.
- Zeleno: Psihodelično djelovanje halucinogena raste prema lijevo, a disocijativno prema desno. Predvidljivost učinka pada prema dolje desno, a potentnost se smanjuje prema dnu.
- Blijedoružičasto: Takozvani "antipsihotici". Novi kontroverzni dodatak grafikonu.

#### Podsekcije
- Bijelo: Preklapanje svih tri glavnih sekcija (Stimulansi, Depresori i Halucinogeni) — Primjer: kanabis ima efekte iz sva tri odjeljka.
- Magenta (purpurno): Preklapanje Stimulansa (Plavo) i Depresora (Crveno) — Primjer: nikotin ima učinke oba.
- Cijan (svjetlo plavo): Preklapanje stimulansa (Plavo) i psihodelika (Zeleno) — Glavni psihodelici imaju i stimulirajući učinak.
- Žuto : Preklapanje Depresora (Crveno) i disocijativa (Zeleno) — Glavni disocijativi imaju depresivni učinak.